# Bonastre (kommunhuvudort)
Bonastre är en kommunhuvudort i Spanien.   Den ligger i provinsen Província de Tarragona och regionen Katalonien, i den östra delen av landet, 400 km öster om huvudstaden Madrid. Bonastre ligger 173 meter över havet och antalet invånare är 459.
Terrängen runt Bonastre är kuperad åt nordost, men åt sydväst är den platt.  Närmaste större samhälle är Tarragonès, 19,6 km sydväst om Bonastre. Runt Bonastre är det i huvudsak tätbebyggt.